# Characidium zebra
Characidium zebra är en fiskart som beskrevs av Eigenmann, 1909. Characidium zebra ingår i släktet Characidium och familjen Crenuchidae. Inga underarter finns listade i Catalogue of Life.